# Diplacina paragua
Diplacina paragua là loài chuồn chuồn trong họ Libellulidae. Loài này được Villanueva mô tả khoa học đầu tiên năm 2012.